# NGC 507
NGC 507 (другие обозначения — UGC 938, MCG 5-4-44, ZWG 502.67, ARP 229, VV 207, PGC 5098) — галактика в созвездии Рыбы.
Этот объект входит в число перечисленных в оригинальной редакции «Нового общего каталога».
NGC 507 является самой яркой из своей группы галактик. Она содержит мало галактик, но находится близко.
Используется Атласом пекулярных галактик в качестве примера галактики с концентрическими кольцами.
Галактика NGC 507 входит в состав группы галактик NGC 507. Помимо NGC 507 в группу также входят ещё 41 галактики.